# Grundschule an der Führichstraße
Die Grundschule an der Führichstraße (ursprünglich Volksschule an der Führichstraße) ist eine Schule im Münchener Stadtteil Ramersdorf.
Das Schulgebäude wurde in den Jahren 1915–1918 nach Entwürfen des Münchner Stadtbaurats Robert Rehlen im Stil des Historismus errichtet. An der östlichen Seite entlang der Kirchseeoner Straße entstand 1933 durch Hermann Leitenstorfer ein Erweiterungstrakt.
Im Schulhof befindet sich ein aus Muschelkalk gefertigter Brunnen, darin die Bronzeplastik Spielende Bären des Bildhauers Emil Manz.
Die im gleichen Gebäude untergebrachte Mittelschule ist zum Schuljahr 2023/24 in einen Neubau am Strehleranger umgezogen.

## Namhafte Angehörige

### Schüler
- Seren Sahin  (* 1989), deutsch-türkischer Filmproduzent und Schauspieler